# Ede Mihály
Ede Mihály (* 11. Januar 1986 in Miercurea Ciuc) ist ein rumänischer Eishockeyspieler, der seit 2017 beim ASC Corona 2010 Brașov in der Rumänischen Eishockeyliga spielt.

## Karriere

### Club
Ede Mihály, der der ungarischsprachigen Minderheit der Szekler in Rumänien angehört, begann seine Karriere in der Nachwuchsabteilung des HK Ružinov 99 Bratislava in der slowakischen Hauptstadt, wo er die U18- und die U20-Mannschaften durchlief. 2006 kehrte er in seine Heimatstadt zurück und schloss sich dem HC Csíkszereda an, für den er zunächst in der ungarischen Eishockeyliga und 2008/09 in der MOL Liga auf dem Eis stand und den Pokalwettbewerb 2008 gewann. Trotz des Sieges in der MOL Liga musste der Club 2009 aus finanziellen Gründen aufgelöst werden und Mihály wechselte zum Lokalkonkurrenten HSC Csíkszereda. Mit dem traditionellen Club der Szekler gewann er 2010, 2011, 2012 und 2013 den Rumänischen Meistertitel. 2010 und 2011 gewann er mit seinem Verein auch den rumänischen Pokalwettbewerb. Die MOL Liga gewann er mit seinem Club 2011. Gegen Ende der Spielzeit 2014/15 wechselte er zum CSM Dunărea Galați, mit dem er erneut rumänischer Meister wurde, kehrte aber zur neuen Spielzeit bereits wieder zum HSC Csíkszereda zurück. 2016/17 steht er zum zweiten Mal beim CSM Dunărea Galați unter Vertrag. Anschließend schloss er sich dem Ligarivalen ASC Corona 2010 Brașov an.

### International
Mihály spielt international im Gegensatz zu anderen Szeklern, die für Ungarn antreten, für sein Geburtsland Rumänien. Bereits im Juniorenbereich war er bei Weltmeisterschaften aktiv: Bei der Division II der U-18-Weltmeisterschaft 2003 spielte er ebenso, wie bei der Division I dieser Altersklasse ein Jahr später. An den U20-Weltmeisterschaften nahm er 2003, 2004, 2005 und 2006 jeweils in der Division II teil.
Sein Debüt in der Herren-Nationalmannschaft gab Mihály im November 2004 bei der Qualifikation für die Winterspiele 2006 in Turin. Auch bei den Qualifikationsturnieren für die Spiele in Sotschi 2014 und in Pyeongchang 2018 stand er für seine Farben auf dem Eis. Bei Weltmeisterschaften stand er in der Division II 2006, 2008, 2010, 2011, 2015, als er gemeinsam mit dem Belgier Mitch Morgan Torschützenkönig des Turniers war, und 2017, als er sowohl Torschützenkönig als auch gemeinsam mit dem Serben Marko Sretović und dem Belgier Mitch Morgan Topscorer des Turniers wurde, sowie in der Division I 2012, 2013, 2014, 2016 und 2019 im Kader der Rumänen.

## Erfolge und Auszeichnungen
| - 2008 Rumänischer Pokalsieger mit dem HC Csíkszereda - 2009 Sieger der MOL Liga mit dem HC Csíkszereda - 2010 Rumänischer Meister mit dem HSC Csíkszereda - 2010 Rumänischer Pokalsieger mit dem HSC Csíkszereda - 2011 Rumänischer Meister mit dem HSC Csíkcsereda | - 2011 Rumänischer Pokalsieger mit dem HSC Csíkszereda - 2011 Sieger der MOL Liga mit dem HSC Csíkszereda - 2012 Rumänischer Meister mit dem HSC Csíkcsereda - 2013 Rumänischer Meister mit dem HSC Csíkcsereda - 2015 Rumänischer Meister mit dem CSM Dunărea Galați |

### International
| - 2003 Aufstieg in die Division I bei der U18-Weltmeisterschaft der Division II, Gruppe B - 2006 Aufstieg in die Division I bei der Weltmeisterschaft der Division II, Gruppe A - 2008 Aufstieg in die Division I bei der Weltmeisterschaft der Division II, Gruppe A - 2011 Aufstieg in die Division I bei der Weltmeisterschaft der Division II, Gruppe B - 2015 Aufstieg in die Division I, Gruppe B bei der Weltmeisterschaft der Division II, Gruppe A | - 2015 Bester Torschütze der Weltmeisterschaft der Division II, Gruppe A - 2017 Aufstieg in die Division I, Gruppe B bei der Weltmeisterschaft der Division II, Gruppe A - 2017 Bester Torschütze und Topscorer der Weltmeisterschaft der Division II, Gruppe A - 2019 Aufstieg in die Division I, Gruppe A bei der Weltmeisterschaft der Division I, Gruppe B |

## MOL-/Erste-Liga-Statistik
(Stand: Ende der Saison 2020/21)